# Джек Восьмьоркін — «Американець»
«Джек Восьмьоркін — „Американець“» (рос. «Джек Восьмёркин — „Американец“») — радянський художній фільм 1986 року за мотивами однойменної повісті  Миколи Смирнова. Телевізійний варіант був трисерійний, версія для кінопрокату була перемонтована в дві серії.

## Сюжет
Дізнавшись, що в Росії після революції відбулися зміни, і землю тепер можна отримати безкоштовно, Яків Восьмьоркін, що потрапив під час Громадянської війни в Америку, повертається в рідне село, щоб стати фермером. Отримавши з Америки від друга Чарлі насіння тютюну «Вірджинія», він починає наполегливо працювати, щоб своїми руками домогтися успіху. Паралельно розгортається любовна лінія у фільмі: Джек починає доглядати за донькою колишнього власника маєтку по сусідству з селом, відставного адмірала Кацаурова, Танею. Але весь час щось не клеїться: спочатку не вистачає грошей, які доводиться зайняти у місцевого куркуля Скороходова, а потім і чоловіки, для яких Яків влаштував безкоштовну презентацію, пригостивши по одній сигарі, не розуміють тонкощів капіталістичних відносин і щиро обурюються спробам Якова продавати решту сигар по 5 копійок за штуку. А тут ще куркуль Скороходов вимагає повернути борг і погрожує вирвати у Якова золотий зуб за несплату… Скороходов забирає у Восьмьоркіна всі непродані сигари, перемелює їх на «крупорушці» і потім продає перемелений тютюн під маркою «Махорка американська» за ціною 1 рубль за стограмовий стаканчик. Чоловіки, які були незадоволені ціною в 5 копійок за сигару, вишикувалися у величезну чергу з бійкою за «американською махоркою» за ціною 1 рубль за 100-грамовий стаканчик. Той факт, що в такий стаканчик вміщалося не більше 4-5 перемелених сигар ціною по 5 копійок за штуку, їх не турбувало.

## У ролях
- Олександр Кузнецов —  Яків Восьмьоркін
- Тіто Ромаліо —  Чарлі, американський друг
- Любов Малиновська —  Пелагея, мати Якова
- Ірина Ракшина —  Катя Восьмьоркіна
- Лев Дуров —  Пал Палич Скороходов, сільський «кулак»
- Марина Мальцева —  дружина Скороходова
- Михайло Васьков —  Петро Скороходов
- Юлія Чекмарьова —  Маланья Скороходова
- Євген Євстигнеєв —  адмірал Кацауров
- Надія Смирнова —  Таня Кацаурова, дочка адмірала
- Олександр Галибін —  Василь Капралов, голова комуни
- Олександр Суснін —  Бутилкін, комунар
- Галина Бокашевська —  Маруська Хворостьянова
- Михайло Широков —  Василь Васильович, сільський учитель
- Сергій Мигицко —  головний редактор «Селянської газети»
- Юрій Гальцев —  комунар

## Знімальна група
- Автор сценарію: Анатолій Козак,  Євген Татарський
- Режисер: Євген Татарський
- Оператор: Валерій Мюлгаут
- Художник: Віктор Амельченко
- Композитор: Олександр Журбін